# Maria Żmigrodzka-Dubowy
Maria Żmigrodzka-Dubowy (ur. 2 marca 1926 w Mszanie Dolnej, zm. 3 maja 2011 w Krakowie) – polska graficzka. Autorka mozaiki na elewacji sanatorium Papiernik w Szczawnicy i na budynku przy ul. Nawojki 4 w Krakowie.